# Controlador de porta

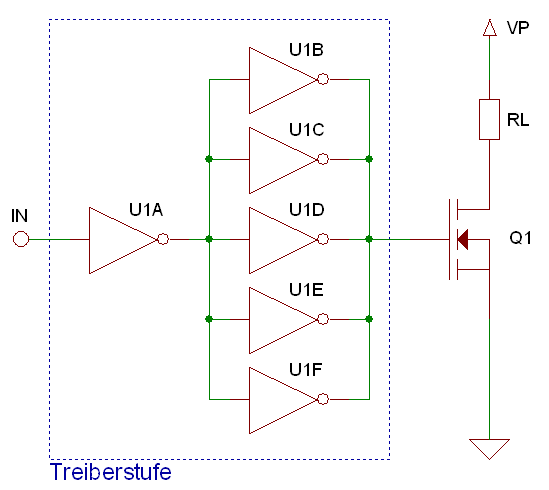
Circuit controlador amb portes lògiques connectades en paral·lel.

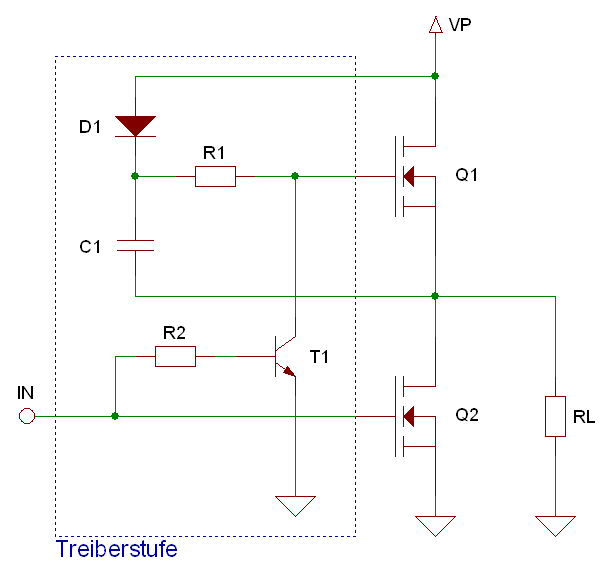
Circuit de control amb un mig pont de canal n mitjançant un circuit d'arrencada.

Un controlador de porta és un amplificador de potència que accepta una entrada de baixa potència d'un controlador IC i produeix una entrada d'accionament d'alta intensitat per a la porta d'un transistor d'alta potència, com ara un IGBT o un MOSFET de potència. Els controladors de la porta es poden proporcionar en xip o com a mòdul discret. En essència, un controlador de porta consisteix en un canviador de nivell en combinació amb un amplificador. Un IC controlador de porta serveix com a interfície entre els senyals de control (controladors digitals o analògics) i els interruptors d'alimentació (IGBT, MOSFET, MOSFET SiC i HEMT GaN). Una solució de controlador de porta integrada redueix la complexitat del disseny, el temps de desenvolupament, la llista de materials (BOM) i l'espai de la placa alhora que millora la fiabilitat de les solucions d'accionament de la porta implementades de manera discreta.

## Història
L'any 1989, International Rectifier (IR) va presentar el primer producte de controlador de porta HVIC monolític, la tecnologia de circuit integrat d'alta tensió (HVIC) utilitza estructures monolítices patentades i patentades que integren dispositius bipolars, CMOS i DMOS laterals amb tensions de ruptura superiors a 700 V i 1400. V per a tensions de compensació de funcionament de 600 V i 1200 V.
Mitjançant aquesta tecnologia HVIC de senyal mixta, es poden implementar tant circuits de canvi de nivell d'alta tensió com circuits analògics i digitals de baixa tensió. Amb la capacitat de col·locar circuits d'alta tensió (en un "pou" format per anells de polisilici), que poden "flotar" 600 V o 1200 V, en el mateix silici lluny de la resta de circuits de baixa tensió, costat alt Els MOSFET de potència o IGBT existeixen en moltes topologies de circuits fora de línia populars, com ara buck, boost sincrònic, mig pont, pont complet i trifàsic. Els controladors de porta HVIC amb interruptors flotants són adequats per a topologies que requereixen configuracions de costat alt, mig pont i trifàsic.

## Propòsit
A diferència dels transistors bipolars, els MOSFET no requereixen una entrada de potència constant, sempre que no s'encenen o apaguen. L'elèctrode de porta aïllat del MOSFET forma un condensador (condensador de porta), que s'ha de carregar o descarregar cada vegada que el MOSFET s'encén o s'apaga. Com que un transistor requereix una tensió de porta particular per engegar-se, el condensador de porta s'ha de carregar com a mínim a la tensió de porta necessària perquè el transistor s'encengui. De la mateixa manera, per apagar el transistor, aquesta càrrega s'ha de dissipar, és a dir, s'ha de descarregar el condensador de porta.